# Anhui
L'Anhui (安徽S) è situato nell'est della Cina, nel corso medio del Fiume Azzurro e del fiume Huai. Insieme alle province dello Jiangsu e dello Zhejiang rappresenta l'entroterra tra il trio delle province più prospere della costa cinese, sebbene essa è tradizionalmente la più povera delle tre.
L'Anhui confina a est con la provincia dello Jiangsu, a sud-est con lo Zhejiang, a sud con lo Jiangxi, a sud-est con l'Hubei, a nord-est con l'Henan e per un piccolo pezzo a nord con lo Shandong.
Avendo un'estesa base industriale ed essendo un grande centro produttivo di rame, l'Anhui ha sperimentato negli anni una rapida crescita economica.
Il nome della provincia deriva da An di Anqing e Hui di Huizhou (ora Huangshan), due città del sud.

## Nome
La provincia cinese venne formata dal 1672 dalla dinastia mancese spartendo il Kiang-nan nell'Anhui e nel Kiangsu. Il nome “Anhui” deriva da quello di 2 città del suo meridione: Anqing e Huizhou (oggi Huangshan City). Questa regione è anche detta “Wan”, dal nome dello storico Stato di Wan, infatti nella provincia si trovano il monte Wan e fiume Wan.

## Amministrazione
Mappa della suddivisione amministrativa della provincia dell'Anhui
| Mappa | #         | Name     | Hanzi         | Hanyu Pinyin              | Amministrazione |
| ----- | --------- | -------- | ------------- | ------------------------- | --------------- |
|       |           |          |               |                           |                 |
| 1     | Hefei     | 合肥市   | Héféi Shì     | Distretto di Luyang       |                 |
| 2     | Anqing    | 安庆市   | Ānqìng Shì    | Distretto di Yingjiang    |                 |
| 3     | Bengbu    | 蚌埠市   | Bèngbù Shì    | Distretto di Longzihu     |                 |
| 4     | Bozhou    | 亳州市   | Bózhōu Shì    | Distretto di Qiaocheng    |                 |
| 5     | Chaohu    | 巢湖市   | Cháohú Shì    | Distretto di Juchao       |                 |
| 6     | Chizhou   | 池州市   | Chízhōu Shì   | Distretto di Guichi       |                 |
| 7     | Chuzhou   | 滁州市   | Chúzhōu Shì   | Distretto di Langya       |                 |
| 8     | Fuyang    | 阜阳市   | Fǔyáng Shì    | Distretto di Yingzhou     |                 |
| 9     | Huaibei   | 淮北市   | Huáiběi Shì   | Distretto di Lieshan      |                 |
| 10    | Huainan   | 淮南市   | Huáinán Shì   | Distretto di Tianjia'an   |                 |
| 11    | Huangshan | 黄山市   | Huángshān Shì | Distretto di Tunxi        |                 |
| 12    | Lu'an     | 六安市   | Lù'ān Shì     | Distretto di Jin'an       |                 |
| 13    | Ma'anshan | 马鞍山市 | Mǎ'ānshān Shì | Distretto di Yushan       |                 |
| 14    | Suzhou    | 宿州市   | Sùzhōu Shì    | Distretto di Yongqiao     |                 |
| 15    | Tongling  | 铜陵市   | Tónglíng Shì  | Distretto di Tongguanshan |                 |
| 16    | Wuhu      | 芜湖市   | Wúhú Shì      | Distretto di Jinghu       |                 |
| 17    | Xuancheng | 宣城市   | Xuānchéng Shì | Distretto di Xuanzhou     |                 |

## Storia
Si sa che la provincia, nel III secolo a.C., fu la prima del meridione in cui si insediarono gli Han.
La provincia dell'Anhui è stata formata nel XVII secolo. Fino ad allora non ci sono fonti o notizie che attestino una pregressa esistenza della provincia e del nome.

La nuova provincia fu creata da territori sottratti alle altre province.